# 德国国营铁路E11型电力机车
德国国营铁路E11型电力机车（德語：DR-Baureihe E 11，自1970年起使用211型，并入德国铁路后使用109型）是德国国营铁路在民主德国开发的首款电力机车。这些机车被通俗的称为“木辊”（Holzroller）。

## 历史

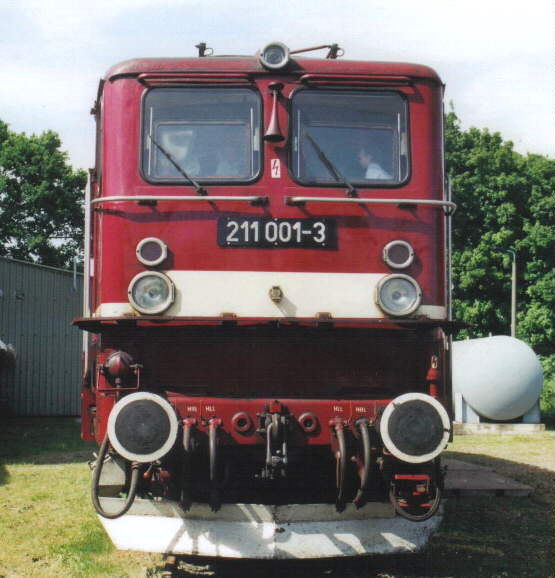
211 001号机车前脸

E11型电机机车是德国国营铁路在因冷战而无法获得德国联邦铁路E10型电力机车和E40型电力机车的授权生产许可后，进而根据黑尼格斯多夫汉斯·拜姆勒电力机车厂于1961年交付的两台原型机（E11 001及002号）进行测试，并自1962年起大量采购的一款Bo-Bo轴式电力机车。共有96台同型机车为满足货运及客运需求而生产，主要使用在德国国营铁路新开通的电气化铁路中的快速列车服务。它们最初分别配属莱比锡、哈勒和魏森费尔斯的车辆段，也曾在短期内配属于比特费尔德和茨维考。在生产期间，机车发生了许多设计变动，其中一些在外观上也有极大的改变。E11 001和002号的侧壁两边各有4个横向双通风格栅，而自E11 003号起，通风格栅是垂直排列的。自211 043号起，由于较长的交付间隔，后续交付的机车都采用了基于E42型机车的外观造型。主车架的饰边和缓冲器下方的排障器壁板被取消，侧壁两边的4个双通风格栅也被6个简单设计的格栅所取代。自211 057号起，对缝焊接的缓冲器和标准化的牵引箱被安装在自动连接器之中，因此，它们的缓冲器间距也少许加长。机车在最初采用的是德意志国铁路经典的电力机车涂装：墨绿色的车身、黑色的车架和红色的转向架。在1970年代进行了一些色彩方面的探索后，它们又开始转为采用不含转向架的酒红色涂装，但配以一条象牙色的装饰线和灰色的转向架。这些涂装变化也同时发生在242型机车之中。
伴随着600吨的牵引载荷（在平面上）可以达到120公里/小时的最高速度，以及82.5吨的整备重量，使得211型机车能够完全满足东德的铁路运输要求。它同时还可以：
- 牵引565吨重的快速列车在千分之五的坡度上达到120公里/小时
- 牵引590吨重的快速列车在千分之十的坡度上达到100公里/小时
- 牵引1,700吨重的货运列车在在平面上达到80公里/小时

为短途客运和货运专门定制的E11型姊妹车型是E42型机车，后者采用了不同的齿轮传动比，最高速度仅为100公里/小时，但具备较高的牵引力以及相匹配的制动系统。用于电压制式为25千伏50赫兹的吕伯兰铁路的六轴机车E251型也是根据E11型和E42型的外观而造。

## 设计特点

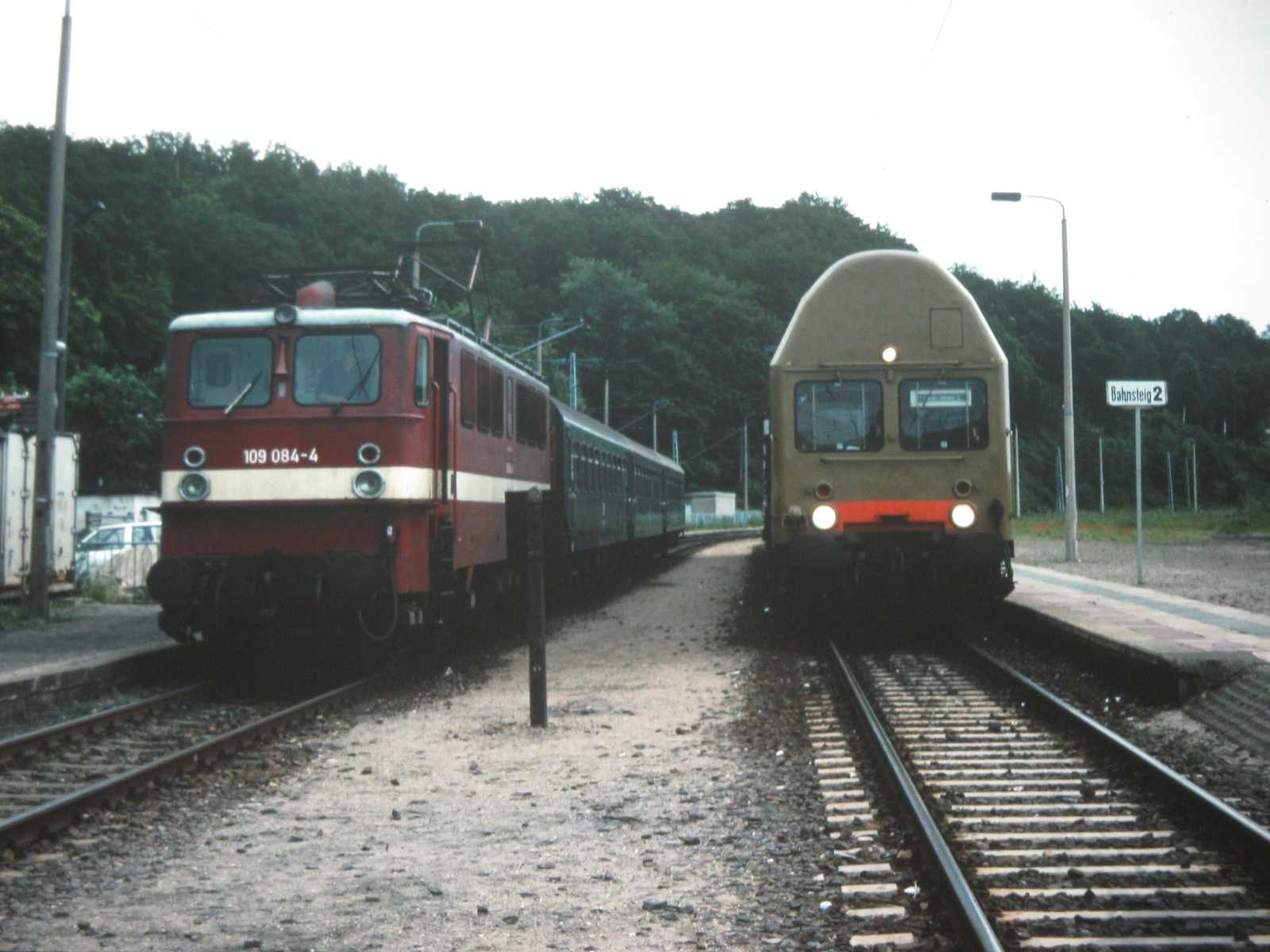
109 084号机车牵引旅客列车于利措（1993年）

### 机械部件
转向架的底盘采用的是空心钢箱形焊接。枢轴梁负责支撑牵引电动机。机车在改造时可以采用由黑尼格斯多夫电力机车厂提供的全弹簧型锥环弹簧传动装置，但仅有1台机车进行了测试。转向架由一个特殊的联轴器连接在一起。主车架为焊接结构，并采用桥接式框架设置。驾驶室和机械室的底板是作为承重部件被纳入结构体系。车体是自承式的轻量化钢结构，并焊接在主车架上。制动系统由一个带有辅助制动装置（K-GPR mZ型，旧称Kssbr m.Z.）的空气制动器和轮轴手制动器组成。

### 电气部件
机车的双臂式受电弓采用了新式设计，并配备了双层接触条。这款受电弓型号也被用于仍在东德运行的老式电力机车E04型、E44型及E94型。总开关是一个断流容量为200兆伏安的空气压缩开关。主变压器是一个带有垫片绕组和自耦变压功能的强冷壳式变压器。其中有15个阀门用于电动机电路，2个用于列车供暖和1和用于辅助运行。凸轮开关具有14个速度级，并有一个分级控制器用于稳定速度级切换时的电压变化。牵引电动机为具有整流绕组和均衡绕组的强冷12极交流电串励电动机设计。
机车最初配备了34针的多单元及动力集中式列车控制器。用于多单元列车控制的连接器接口设于机车前围板和车顶灯之间的中部，用于动力集中式列车控制、采用对角设置的电缆插头及接口则设于缓冲器下方。自1970年交付的211 043号机车起取消了动力集中式列车控制器，自211 057号机车起也取消了多单元列车控制器。由于增加了牵引载荷以及243型机车空出了部分客运列车服务，一些机车又开始在1980年代加装了多单元列车控制器，它们被重定型为子型号211.8型，并用做重联运行。
为了加装点状列车控制装置的车辆磁体设备，转向架之间的储气罐不得不侧向偏移。

## 现状

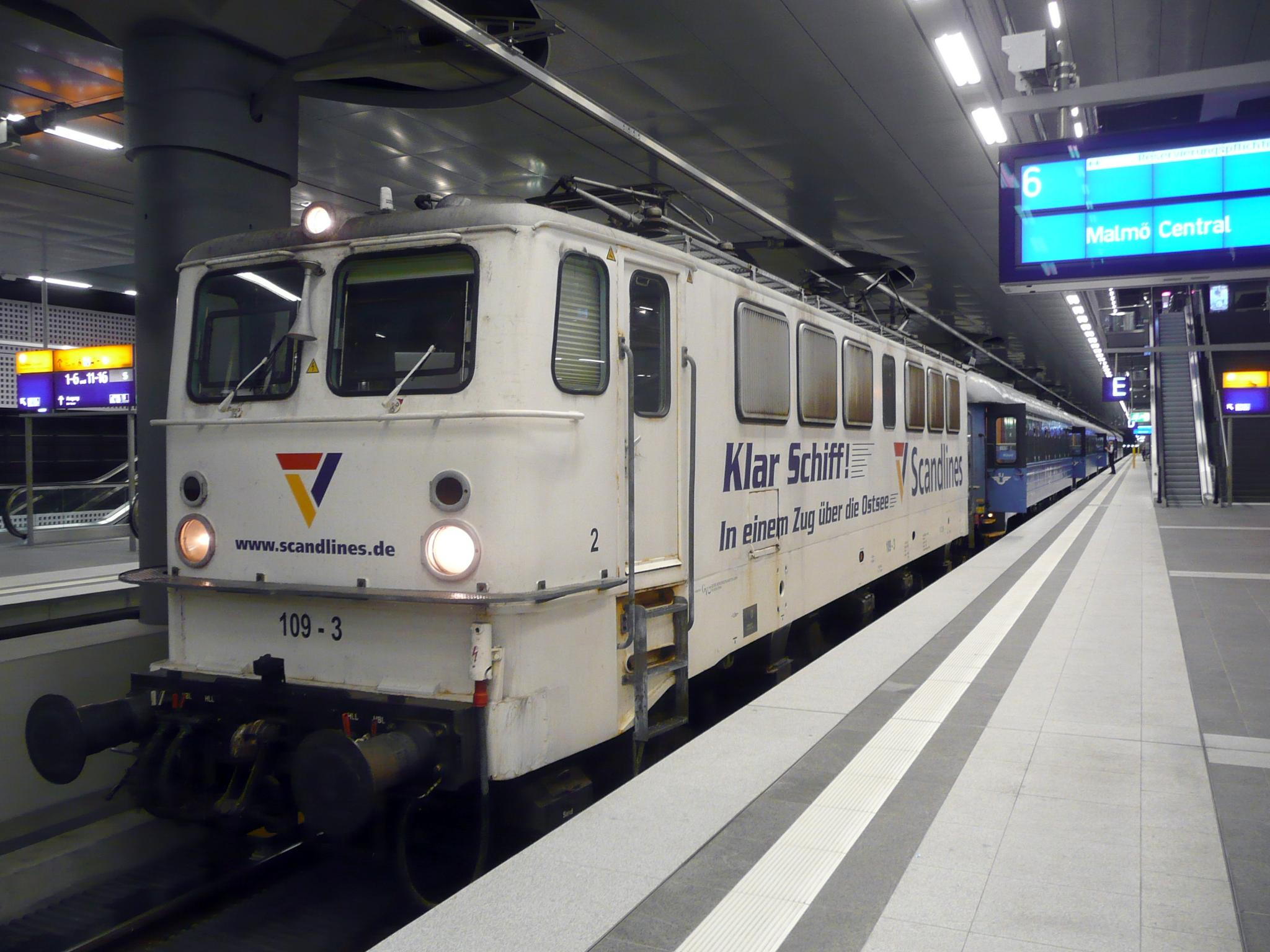
格奥尔格交通集团的109-3号机车

自1989年起，一些机车被转换为242型，其构造只有齿轮传动比存在区别。
截至1991年1月1日，德国国营铁路仍保有69台211型机车。在这一时期它们已很大程度上被更现代化的243型机车取代了要求不高的牵引服务。
在德国国营铁路与德国联邦铁路合并后，新成立的德国铁路仍然接收了部分211型机车，它们被重定型为109型；至1998年，最后4台由德国铁路运营的这一型号机车在哈勒车辆段退役。其中E11 001号（211 001-3号）机车现存于哈勒德国铁路博物馆。
2010年，几台211型机车被重新运用至德国的私营铁路，例如109 084号（重编号为109-1）、109 013号（109-2）和109 073号（109-3）被格奥尔格交通集团用作牵引运行于柏林至萨斯尼茨间（皇家航线）的夜间列车；以及109 028号和109 030号被波茨坦铁路公司用作牵引货运列车。